# Burg Schorren
Die Burg Schorren, auch Venedigerloch und Schorrenhöhle genannt, ist eine abgegangene Höhlenburg auf 680 m ü. NN bei der Stadt Bad Urach (Sirchinger Nadel) im Landkreis Reutlingen in Baden-Württemberg. Sie befindet sich in den Schorrenfelsen, welche aus dem westlichen Talhang ins Emstal ragen. Diese liegen im Emstal südlich von Bad Urach.
Von der ehemaligen Burganlage sind nur noch die 30 Meter lange Höhle, die sich in zwei Gänge teilt, und geringe Mauerspuren erhalten. Die Höhle darf aus Gründen des Naturschutzes nicht betreten werden, der Auf- und Abstieg zum Eingang ist außerdem sehr gefährlich und nur für erfahrene Kletterer möglich.

## Name
Der Name Venedigerloch, mit dem die Höhle bezeichnet wird, wird in einer sagenumwobenen Überlieferung mit dem sagenhaften Zwergenvolk der Veneter, welche im Ostaplenraum anzusiedeln sind, in Verbindung gebracht. Der Name Burg Schorren ist auf die Bezeichnung „am schroffen Felsen“ zurückzuführen.

## Geschichte
Die Burg Schorren ist urkundlich nicht bekannt. 1402 wird unter den Uracher Zinsen lediglich eine Korngült aus einem Hof genannt, welcher als „ze Suntheim, heißet Schorren“ bezeichnet wird. Hierbei könnte es sich um den ehemaligen Wirtschaftshof der Burg handeln.
Die Anlage findet erst seit jüngerer Zeit durch die Auswertung von Lesefunden Beachtung. Nach diesen Ergebnissen entstanden Befestigung und Ausbau der Höhle zwischen 1100 und 1150. Zu Beginn des 14. Jahrhunderts wurde die Burg wieder aufgegeben.

## Anlage
Funde, wie eine Armbrustbolzenspitze und ein Stück eines tönernen Wächterhorns, aus dem Bereich der Höhle sprechen für die Tatsache, dass es sich bei der Burg um eine wehrhafte Anlage gehalten haben dürfte. Das Höhlenportal hat eine Größe von 4,7 × 6 m, liegt hinter einer vier Meter hohen Felsstufe und ist Richtung Norden ausgerichtet. Balkenlöcher und Bodenfunde weisen darauf hin, dass die hier befindliche Frontmauer aus einem ausgeriegelten Lehmflechtwerk bestand. Nach zwölf Metern teilt sich die Höhle durch einen rundlichen säulenartigen Felspfeiler, welche eine Stärke von 2 × 3,5 m aufweist. Links vom Pfeiler befindet sich eine sieben Meter hohe Halle mit einem engen nach oben steigenden Lichtschacht. Im Bereich der Halle zeigen sich zwei Meter über dem Höhlenboden mehrere Balkenlöcher und Lager mit fast regelmäßigen Abmessungen von 15 × 21 cm und einer Tiefe von 15 cm. Sie beweisen eine zweigeschossige Teilung der Höhle. Rechts vom Felspfeiler liegt eine Nebenhöhle, die stetig niedriger und schließlich unbegehbar wird.